# Anders Melin (präst)
Anders Melin, föddes 29 januari 1749 i Skällviks socken, Östergötlands län, död 9 november 1803 i Åtvids socken, Östergötlands län, var en svensk präst.

## Biografi
Anders Melin föddes 29 januari 1749 i Skällviks socken. Han var son till inspektorn Anders Melin och Brita Elg på Torönsborg i Sankt Anna socken. Melin blev 18 oktober 1767 student vid Uppsala universitet, Uppsala och prästvigdes 25 maj 1775 till huspredikant vid Torönsborg. Han blev samma år brukspredikant vid Åtvidaberg och 1776 komminister i Lidingö församling, Danderyds pastorat, med tillträde 1777. Melin blev 19 september 1781 komminister i Åtvids församling, Åtvids pastorat, med tillträde 1782. Han tog pastoralexamen 24 november 1791 och blev 7 januari 1792 kyrkoherde i Åtvids församling, med tillträde samma år. Den 29 januari 1800 blev han prost. Melin var opponent vid prästmötet 1802. Han avled 9 november 1803 i Åtvids socken.

### Familj
Melin gifte sig 1783 med Helena Sivers (1755–1840). Hon var dotter till kyrkoherden i Tryserums socken. Helena Sivers hade tidigare varit gift med rektorn Petrus Wimmermark i Söderköping. Melin och Sivers fick tillsammans barnen Anders (1784–1784), Henric Jacob (1786–1861), Helena (1788–1857), Anders (1793–1793) och Anders Peter (född 1796).